# Marco Fertonani
Marco Fertonani (Genua, 8 juli 1976) is een Italiaans voormalig wielrenner.
Marco Fertonani testte op 17 februari 2007 positief op testosteron tijdens de Ronde van de Middellandse Zee. Hij werd door de disciplinaire commissie van de Italiaanse wielerbond voor twee jaar geschorst.

## Belangrijkste overwinningen
2004
- 6e etappe Tour of Qinghai Lake

2006
- 4e etappe Vuelta a Castilla y León: Ávila - Puerto de Navacerrada

## Resultaten in voornaamste wedstrijden
| Jaar | Ronde van Italië | Ronde van Frankrijk | Ronde van Spanje |
| ---- | ---------------- | ------------------- | ---------------- |
| 2002 |                  |                     |                  |
| 2003 |                  |                     |                  |
| 2004 | 55e              |                     |                  |
| 2005 | opgave           |                     |                  |
| 2006 | opgave           |                     |                  |

| Jaar | Milaan-San Remo | Ronde van Lombardije |  | Wereldranglijsten |
| ---- | --------------- | -------------------- |  | ----------------- |
| 2002 |                 | 60e                  |  |                   |
| 2003 |                 | 43e                  |  |                   |
| 2004 | 150e            | 45e                  |  |                   |
| 2005 |                 | 36e                  |  | 88e (UPT)         |
| 2006 |                 |                      |  |                   |